# 꼬마마법사 레미의 세계관

## 무대
미소라시, 미소라쵸
미소라시와 미소라쵸는 작품에서의 주 배경이되는 지역.
한국에서는 미소라가 푸른 하늘로 되어 있다.
메인으로해서 등장하는 지역은, 정식으로는 도쿄도 미소라시 미소라쵸이다. 역시 도쿄라고 하는 설정을 염두에 두었다고 생각되는 묘사도 많지만, 일부가 후기대로 도쿄 근방에 위치하는 조건과 모순되고 있다. 따라서 도쿄도23구 전체를 하나의 지구에 응축해 묘사한, 가공의 지구라고 파악할 수 있다. '미소라쵸'라는 지명은 시가현 오츠시에 실재하지만, 본작의 미소라시는 음계의 '미솔라'에서 유래되었으며, 무관하다.
지형은 기복이 풍부해서 도레미들이 다니는 미소라 시립 미소라 제1 초등학교는 바다가 보이는 곳에 있다. 에도시대 말기에는 미소라번의 성시에서 만났으며, 태양이 바다로부터 올라 바다에 가라앉는 것이 지리적 특징. 또 대부분의 엉터리마녀들이 사는 장소는, 미소라시 미소라쵸이다.
전체적으로 시가 설치한 건물은 디자인이 풍부하고 새로운 것이 많은 것도 특징. 또 미소라시에는 시영 스포츠 센터나 역사 자료관 등 스포츠나 문화적인 시설도 많이 있다.(제 4기 40화). 이 점으로부터 고찰하면 미소라시의 재정 상황은 꽤 원만하다는 것이 추찰되며 그 빡에 지금까지 미소라시에 있다고 확인되는 시설은 미소라시청(제 4기 2화), 미소라시 종합병원(제1기 51화),미소라 제1병원(3기번외 12화),미소라대학(제2기 20화. 다만 건물 그 자체가 확인되지는 않았으며, 간판뿐이다.),미소라역,미소라시 우체국(제4기 40화),미소라 시립 미소라 중학교(4기, 후에 도레미가 다닌다.)등이다.
미소라 시내에는 철도가 다니고 있다. 근처역인 미소라역의 2번선에는 아타미,이즈,즈시방면의 안내판이 장착되고 있다.(제1기 43화)또, 타마키 레이카와 나카야마 시오리가 가출했을 때에도 이 역으로부터 카마쿠라 하야마방면으로 나갔다는 흐름이 그려져 있다. 근린에는 아오조라역도 있다. 차량은 차체 전체가 녹색에 도장되었으며(103계 시대까지의 야마노테선의 도장패턴)차체 중앙부에 파랑과 물색 라인이 들어간 것, 차체 중앙부에 푸른 라인이 들어간 것, 차체 하부에 푸른 라인이 들어간 것의 4종류가 등장한다. 덧붙여서 미소라역의 자동 개찰기나 운임 안내판, 표매표기, 개찰기의 디자인은 과거에 JR동일본에 사용되고 있었던 것이다.
MAHO당
MAHO당은 등장 인물들이 일하는 가공의 가게. 소유자는 마조리카.
한국에서는 마법당으로 나와있다.
엉터리마녀 도레미에서는 견습 마녀가 마법을 사용하기 위해서는 마녀계의 통화이기도 한 마법구슬이 필요하고, 그것은 스스로 만든 마법 상품을 팔아 번 돈으로, 마녀계의 도매상에서 사야한다. 거기서 도레미들은 마녀 수행을 하면서 마조리카의 가게 '마키하타야마 리카의 마법당'에서 일하는 것으로 되었지만, 세 사람이 멋대로 점내를 개장해서, 점명을 로마자로 MAHO당으로 고쳤다. 또한 도레미들은 가족이나 반 아이들에게 자원봉사나 병약한 노부인의 가게를 돕고 있다고 설명하고 있다.
MAHO당에는 바랄 것이나 고민이라고 하는 강한 마음을 안고 있는 사람을, 본인도 모르는 사이에 끌어 들여 버리는 힘을 가지고 있다. 당초에는 냉방이 없다는 설정이 있었지만, 후에 사용되지 않고 있다.
폐차였던 물건을 개조한 버스로 MAHO당의 멤버 이동 수단으로 사용되는 것 외에 이동 판매차가 된다. 한번 하나를 위해서 차일드 시트를 장착했지만, 이후의 작중에서는 차일드 시트는 그려지지않았다. 넘버 플레이트에는 미소라라고 쓰여 있다.
제2기에서는 「FLOWER GARDEN MAHO당」이라는 꽃집이, 제3기에서는 「SWEET HOUSE MAHO당」이라는 과자가게가 개장되었다. 제4기에서는 「멋쟁이ZAKKA·MAHO당」이라는 비즈세공 등의 소품이나 손방직 옷감 등의 잡화상이 개장되었다.
마조루카의 「루카엔터프라이즈」(예능 프로덕션, 온푸의 소속사.)나 마조몬로의 「MONROE'S MAGICAL SHOP」(과자가게)등 인간계에서 사는 마녀들 대부분은 자신의 가게나 거기에 비슷한 것을 가지고 있어서, 그것들을 총칭해서 MAHO당이라고 부르기도 한다. 그 중에서는 미소라의 마법당은 전통이 있는 저명한 가게이며, 마녀계의 여왕이 즉위 하기 전에 오녀였다는 것도 있고, 이 가게의 오너가 되는 것은, 마녀계의 여왕이 되려고 하는 사람에게 있어서 큰 스테이터스이여서 차기 여왕이 될 수 있다고 한다.
또 메인 캐릭터 다섯사람(모모코,아이코,하즈키,온푸,도레미)의 이름을 로마자로 쓴 머리 글자를 늘어놓으면「M A H O D (o)」가 된다.
동명의 엉터리마녀 관련의 성우 유닛의 이름에 대해서는 MOHO당참고.
마녀계
마녀계는 작품의 주된 무대중 하나인 가공의 이세계. 인간계와는 다른 차원이 있어서, 여왕과 열 두사람의 원로원에 의해서 통치되고 있다. 여왕은 세습제가 아니고, 전임자의 지명 또는 선거에 의해서 정해지는 것 같다. 대략 1000년전까지는 인간계와 교류가 있었지만 현재는 끊어져, 극히 소수의 마녀가 은밀하게 인간계에 살고 있을 뿐이다. 마녀계의 하늘은 언제나 저녁놀과 같이 붉고, 작은 섬이나 무언가 잘 모르는 것이 떠올라 있거나 한다. 마녀는 마녀계에 있는 장미의 나무로부터 태어난다. 마녀뿐만이 아니라 지성을 가진 문어나 오징어, 혹은 뭉크의 뭉크의 절규, 치리코 작품에 나오는 듯한 형생물들도 살고 있다. 음표와 비슷한 형태를 한 문자인 마법 문자를 사용하고 있으며, 통화는 마법 구슬이다. 정황상 마녀가 되면 인간 생활은 불가능한 듯 하다.
마법사계
언젠가의 마녀계의 여왕과, 마법사계의 왕의 게임으로 인해서 영토가 좁으며, 인구도 그렇게 많은 편은 아니다. 마법사는 위자드 팽팽나무라는 식물에서 태어난다.
그 외의 계
성계, 음악계, 천계등이 있으며 유령이나(작중에서는 귀신이라고 불리고 있다.)직녀, 건우등 현실 세계에서는 실재가 확인되지 않았거나, 전승상의 인물도 이 작품내에서는 실재하고 있다고 하는 세계관이 있다. 덧붙여 산타클로스는 제1기에 실재가 확인되었지만, 제2기 이후에는 등장하지 않는다. 또 전설의 황금시골로 알려진 엘도라도는 실재한다고 나타나있다.
실재하는 장소
상술의 가공의 장소에 가세하고, 작중을 통해 미소라시의 장소에서 도쿄도, 아이코 메인의 작품에서는 오사카부, 아이코의 모친이 태어난 장소에서 센난시, 마조리리카가 영위하고 있는 펜션의 소재지가 있는 이즈 고원, 모모코가 유치원 때부터 살고 있었던 마조몬로의 MAHO당이 있었던 장소로서는 미국의 뉴욕. 모모의 모친의 출신지로서 요코하마시, 도레미들이 6학년 수학 여행으로간 교토시나 나라시, 그 밖에도 신주쿠, 카마쿠라시, 하야마마치, 이와테현, 홋카이도, 런던 등도 실재하는 장소로서 작중에도 등장하고 있다.
상기의 지명 이외에도 실재하는 철도 노선(ex. JR 야마노테선)이나 관광 명소(ex. 도다이사나 키요미즈 절), 다리(ex. 요코하마 베이브릿지), 도로(ex. 슈토고속도로 만의 해안선 (제3기 13화), 칸에츠 자동차도 네리마 인터체인지), 공항(ex.신도쿄국제공항(현. 나리타 국제 공항) 제1여객 터미널 빌딩, (제2기 30화) 도쿄국제공항 제1터미널빌딩), 역(ex.신주쿠역), 나라의 중요 시설(ex.국회의사당) 등도 등장한다. 제1기 34화에서는 도레미들이 오사카를 가서 한카이 전기 궤도나 간사이 공항의 스카이 게이트 브릿지를 배경으로 한 한난시의 해안 하코츠쿠리 해수욕장(애칭:팔딱팔딱비치) 제3기 26화에서는 지하철 미도스지 선, 난카이 본선, 텐가챠야 역, 제4기 오프닝에서는 왠지 아이치현의 주변 지형 등이 정확하게 그려지고 있다. 또 아이코 메인의 이야기나 수학 여행의 이야기, 도쿄역이나 도카이도 신칸센도 작중에 가끔 등장한다.

## 용어,주요아이템
엉터리마녀
"엉터리인 마녀(お邪魔な魔女)"마조리카에 의하면 "쓸데도 없는데 견습 마녀 복장이 되어서 들뜨는 엉터리같은 견습마녀"를 가리킨다. 본 작품의 조어이지만, 작품 세계에는 원래 있던 말이라고 하는 설정. 특히 주인공인 하루카제 도레미는 견습 마녀로서 열등생이이었던 일과 멍청함에 즉석에서 엉터리마녀 취급을 받고 있었다. 그러나 이야기가 진행되는 것에 따라 MAHO당의 견습마녀들에 대해서는 모멸의 의미가 희미해져서 그녀들에 대한 통칭으로 변화되었다. 제2기에서는 마조하트가 도레미일행을 엉터리 엄마(おジャママ)라고 지적한 적도 있다.
마녀 개구리 저주
보통 인간으로부터 "당신은 마녀이군요"라고 소리로 지적당한 마녀는, 마녀 개구라고 하는 개구리와 같은 보기 흉한 모습(작화상 형용하기 어려운 이상한 형상의, 녹색의 작은 동물)으로 변신해버린다. 다만, 수정구슬이 있으면 변신전과 같게 마법을 사용할 수 있다. 이 저주를 풀어 원래의 모습으로 되돌릴 수 있는 것은 지적한 당사자만의 마법으로, 그러기 위해서는 우선 지적한 인간이 견습 마녀로부터 수행을 쌓아 한 사람의 마녀가 되어야한다. 하지만 마녀의 정체를 간파한 시점에서 도망가 버리는 인간이 많기 때문에, 수많은 마녀 개구리가 원래의 모습으로 돌아가지 못한 채 생활하고 있다. 그러한 마녀들을 위해서 마녀계에는 "마녀 개구리 마을"이라는 곳이 존재한다.
저주가 발동하지 않는 조건은 극중에서 등장한 것으로, 이하 네 개.
- 견습 마녀가 다른 마녀의 정체를 간파했을 경우
- 견습 마녀가 다른 마녀로부터 간파되었을 경우
- 정체가 발각되어도, 직접적으로 지적되지 않은 경우
- 정체를 간파한 것이 인간이 아닌 경우

덧붙여 견습 마녀는 '인간도 마녀도 아닌 상태'이기 때문에, "당신은 마녀이군요"가 아니고, 당신은 "견습마녀이군요"라고 언급되면 저주가 발동된다.
견습 마녀
아직 자신의 수정구슬을 가지지않은 미숙한 마녀. 인간이 어떠한 이유로 마녀가 되기 위해서 견습 마녀가 되는 케이스가 많지만, 수정구슬을 잃은 마녀가 다시 수정구슬을 얻기 위해서 마녀 견습이 되는 케이스도 있다 마녀와의 큰 차이는 수명과 마법의 발동까지의 속도, 그리고 마법을 사용하기 위해서는 견습 옷으로 갈아 입어야한다. 마녀 개구리의 저주의 대상이 되지만, 견습 옷으로 갈아 입지 않으면 보통 인간과 전혀 다르지 않기 때문에, 견습 마녀를 간파하는 것은 힘들다.
숙련된 마녀는 손가락을 연주하는 것만으로도 마법을 발동시킬 수 있지만,마녀나 견습 마녀에서 마녀가 된 지 얼마 안된 미숙한 마녀는 주문을 외워야한다. 마법이나 특수 능력의 영창중의 취급이 수수께끼인 작품이 많지만, 이 작품에서는 견습 마녀가 주문을 외우고 있는 동안에는 누구에게도 방해를 받지 않는 공간으로 이동하는 것도 아니며, 주문과 소원의 영창할 만한 시간이 필요하기 때문에, 영창 중에 상대의 마법으로 시간을 제지당하거나 어떠한 방해가 있으면 마법은 발동 시킬 수 없다.
덧붙여 이 결점은 로열파트렌느가 되는 것으로 경감되고 있지만, 그것도 제2기 중반 이후만의 이야기로, 전후의 시리즈에서는 방해나 예방책도 없다.
주문
각 마녀들의 주문은 이하와 같다.
하루카제 도레미：삐리카 삐리랄라 포포리나 페페르트
후지와라 하즈키：파이파이 폼포이 푸아푸아 푸
세노오 아이코：파멜크 라르크 라리로리 폽
세가와 온푸：푸르릉 푸릉 파미파미 파
아스카 모모코: 페르탄 펫톤 파라리라 퐁
하루카제 폿프：피핏트 프릿트 프리탄 페페르트
하나：포로링 퓨아링 하나하나 피
주문은 파행이 많이 사용되고 있는 것이 특징이다.
참고로 하나의 주문은, 굳이 안 외워도 되는 것을 영창하고 싶어서 자신이 만들어낸 주문이다.
견습마녀 시험
견습 마녀의 승급 시험. 미리 시험일이 결정되어 있어서 1일 1회밖에 수험할 수 없다. 9급에서 1급까지 있지만 차례차례 받아 갈 필요는 없고, 월반이 가능하다. 1급까지의 시험에 합격해서 선행을 인정받았을 때에 인정구슬을 2개 더 모을 수 있다. 즉 합계 11개의 인정 구슬을 모으는 것으로 정식적인 마녀가 되어 그 시점에서 인정 구슬을 거둔 케이스와 11개와 인정구슬은 각자 고유의 수정구슬로 변화한다. 제1기 종반에서는 이 시점에서 "마녀"라고 여겨지고 있었지만, 후의 제4기 종반의 설명으로는 이 시점 이후에도 육체적으로는 인간이기 때문에, 마녀가 되기 위해서는 한 단계를 더 밟을 필요가 있는 것으로 밝혀지고 있다.
각 시험에 합격하였을 때 얻을 수 있는 특전은 이하와 같다.
- 9급：한 사람에게 하나의 요정의 주어진다.
- 7급：식물과 이야기할 수 있게 된다.
- 6급：자신이 가지고 있는 호른과 소중히 하고 있는 악기를 합체시킨 "크루르 호른"을 가질 수 있다.

매지컬 스테이지
9급 이상의 견습 마녀 세 명 이상이 힘을 합해 발동시키는 합체 마법. 통상의 마법보다는 2급 분 강력하다고 되어 있다.
사용하려면 그 자리에 있는 견습 마녀가 세 명 이상 없으면 안 되지만, 아이템 "파트레인코른"등을 사용하는 것으로 원격지에 있는 견습 마녀도 매지컬 스테이지에 참가할 수 있다. 또 아이템이 없는 경우에서도 그 자리에 견습 마녀가 세 명 이상 있으면 좋기 때문에, 2기 이후에서는 결원이 나와 있는 상태로 매지컬 스테이지를 사용한 적도 있다.
덧붙여 2기 19화를 제외하고 하나가 매지컬 스테이지에 참가한 적은 없었다.
요정
9급 시험에 합격한 견습에게만 줄 수 있다. 주인과 같은 모습으로 변신할 수 있지만, 주인이 미숙할 때에는 어느 특정의 소리 밖에 이야기할 수 없다. 인간계에서 살고 있는 일부의 마녀도 요정을 데리고 있다. 견습 마녀들의 요정과 달리 성체여서 말을 하거나 주인 이외의 모습으로도 변신할 수 있다. 덧붙여 어느 요정이나 자신의 모습을 숨길 수 있다.
금단의 마법
이하의 두 종류의 마법이 금지되고 있다. 사용했을 경우에는 반동으로 저주받아 버리며, 마녀계의 여왕으로부터 패널티가 부과된다. 인간계에 있어도 적용된다.
- 사람의 마음을 직접 조작하는 마법(좋아하게 되거나 싫어하게 되는 둥, 기억을 지우는 것도 포함된다.)
- 병이나 상처의 치료, 사망자를 되살리는 마법

저주의 효과로서 언급되는 예로서는 "상처를 치료했을 경우는 사용자가 치료한 상처를 그대로 받아낸다"와 "사망자를 소생하게 했을 경우에는 대신에 자신이 죽는다"라고 한다. 실제로 저주의 내용은 정해져 있는 것은 아니고, 마법의 성공 여부등의 요인에 의해서 저주의 내용이 변화된다.
웃는 달, 달이 웃는 밤
인간계와 마녀계의 사이에는 통상으로는 달이 웃고 있는 밤 밖에 왕래할 수 없다. 실제로 작품내에 등장하는 달은 웃는 얼굴을 띄우고 있으며 기본적으로 월령에는 따르지 않고 "빠진 웃는 달"도 나와있다. 그러나 만월은 무조건으로 웃는 것 같고, "달이 웃는 밤"은 작품 세계에서 "만월"의 대명사가 되고 있다.
탭
견습 마녀의 신분을 상징하는 아이템. 견습 옷, 호른,비행용의 빗자루이며 수납할 수가 있다. 제3기의 파랄라탭 외에, 견습 옷에 갈아 있을 때에는 손에 가져가 이용해, 갈아 입은 후 옷의 가슴에 장착된다. 덧붙여서 이 탭에는 사용인을 특정해서 학습하는 기능이 없고, 기본적으로 누구라도 사용할 수 있다.
견습옷
탭에 수납되어 있고, 음악에 맞추어 갈아입는다. 원피스 상태의 옷, 장갑,부츠, 모자가 세트로 되어있다. 각자의 고유의 색이 존재.
호른
이른바 "마법 지팡이"지만 이 작품에서는 "마법을 사용하기 위한 악기"라고 하는 설정. 사용자가 가지고 있는 악기가 합체하고 있는 호른도 있다. 각자에게 고유한 주문과 효과음이 있다.
퓨어레인
마녀계에 봉인되어있던 '배드 카드'가 인간계에 반입되었을 때에 배드 카드는 인간계의 여러 가지 것에 붙어, 그것을 '배드 아이템'으로 바꾸어 버리는 힘을 가지고 있다. 배드 아이템은 소유자의 소원과 정반대의 불행을 가져온다. 이 배드 아이템을 찾아내 한층 더 악용되지 않은 깨끗한 마음을 가지는 사람은 "퓨어레인"로 인정되어 매지컬 스테이지를 사용하는 것으로 배드 아이템에서 배드 카드를 빼낼 수 있다. 작중에는 도레미, 하즈키, 아이코의 세 사람이 퓨어레인로 인정되고 있었다. 하지만 마지막으로 남아있던 배드 카드를 빼내는 매지컬 스테이지에는 온푸도 참가하고 있다.
로열파트레인
마녀계 여왕으로부터 인정된 마녀에게만 주어지는 칭호이다. 파트레인드레스 외에 리스호른이나 파트레인코트라고하는 아이템을 사용하는 것이 허락된다. 도레미들은 마법사로부터 하나를 지키기 위해 여왕에게 이 칭호가 주어졌다. 덧붙여 로열파트레인으로 변신할 때에는, 매지컬 스테이지에서 "하나를 도와줘!"라고 주창할 필요가 있다.

## 엉터리마녀 도레미 아이템
견습 탭
표준적인 탭. 제1화에서 마조리카는 3개를 가지고 있었다. 폿프의 것은 나중에 데라를 통해서 구입. 견습옷을 입고 있는 동안은 옷의 가슴 중앙에 붙여져있다. 이후의 탭은 주로 누르는 것으로 호른이나 하늘을 나는 빗자루를 내보내지만 이 탭은 주위의 버튼(각각 음계에 대응하고 있다)을 정해진 순서로 누르면 그 것들을 내보내는 형식.
견습 옷
표준적인 견습 옷. 탭 중앙의 버튼을 누르면 음악과 함께 나온다. 음악이 끝날 때까지 머리로부터 입어서 늦어버리면 다시 처음부터 해야한다.
호른
탭으로 낮은 음에서 높은 음의 "도,미,솔,도"를 누르면 나온다. 몇 개의 이름이 있지만, 작중에서는 두 종류만 생각된다.
페페르트 호른
마법 지팡이적인 악기. 피아노 소리가 울며, "좀~더!"의 모모코가 같은 모양의 호른을 하고 있지만, 이름은 작중에 등장하지 않는다.
푸와푸와 호른
배턴과 같이 길쭉한 모양. 바이올린 소리가 나온다.
폽픈 호른
푸와푸와호른과 같은 모양. 하모니카 소리가 나온다.
쿠르르 호른
6급 시험에 합격한 견습 마녀가 지금까지 사용한 호른과 각자의 애용하던 악기를 합체 시킨 것. 합체되는 순간에 호른 속에 들어있는 마법구슬의 수는 각자의 악기에 대한 애정도에 따라 달라진다. 6급의 되기 전의 호른들에 비해 파워가 한껏 세진다. 덧붙여서 마녀의 자격이 박탈이 되었을 때에는 여왕에 의해서 애용하는 악기와 호른이 분리되어 각자에게 반환된다.
마법구슬
호른에 넣고 마법을 사용한다. 강력한 마법을 사용할 때에는 그만큼 사두의 마법 구슬이 필요. "마법 열매"와 같이 특졍 나무에서 자라는 것으로 밝혀지고 있다. 쿠르르 호른 전용의 마법구슬은 형태가 달라서, 통상의 마법구슬의 세 배의 힘이 있다고 여겨진다.
마법구슬 5개분은 마녀계의 통화로서 사용된다. 인간계의 화폐나 물건과 교환하는 경우, 그 액면이 아니고 물건에 담겨진 구상의 힘이 기준이 된다.
하늘을 나는 빗자루
탭에서 나온다. 음계는 '도,파,라,도' 이쪽도 낮은 음에서 높은 음으로 끝난다.
인정구슬
견습 시험에 합격했을 때와 많은 사람 또는 사람 이외의 무엇인가를 돕는 등 마법을 사용해 좋은 일을 했을 때 구할 수 있다. 형태는 쿠르르호른용 마법구슬과 닮았다. 인정구슬을 받는 것은 초보마녀 6급부터 가능하다. 시작 마녀가 되기 위해서 인정구슬이 8개가 필요하며 6~1급 시험에 합격하는 것 외에 두 번의 선행을 실시해야한다. 인정증(전용 케이스)으로 수납한다.
레지스터
통상의 소매점에서 사용되는 계산기와 다르게, 바코드도 아니고 직접 상품에 스캐너를 대는 것만으로도 가격을 읽어낼 수 있다. 또 영수증도 컬러풀하게 나온다.
퓨어렌느 노트북
배드 카드를 회수해 보관할 때 사용한다. 도둑으로 붙잡힌 오야지데가 노트북 안에 갇혀있어 배드카드의 유무를 판단한다. 후에 배드 카드를 다 모았을 때 오야지데가 노트북으로부터 해방된다.
마조루카 부적
금지된 마법을 사용할 때 나오는 저주로부터 착용자를 지키지만, 과도 사용시에는 깨져버린다.

## 엉터리마녀 도레미 # 아이템
리듬 탭
1급 시험에 합격한 견습 마녀만이 사용할 수 있는 탭. 캐스터네츠와 같이 몸을 두드리면서 갈아 입는다. 마법 열매를 넣어 둘 수도 있다.
견습 옷 (#)
무인의 디자인을 남기면서 디자인 되어있다. 여왕을 알현할 때에는 망토(라고하지만 오히려 케이프에 가깝다)를 걸쳐 입는다.
피코트 호른
마법 열매로 사용한다. 주문을 주창하면 첨단의 ♪마크가 회전하며 마법을 사용할 수 있다.
마법 열매
통화로서, 마법 구슬 수십 개분에 해당된다. 마법구슬과는 달라서 각자 "마법 열매 나무"를 기르는 것으로 보충하지만, 기르는 것이 몹시 어렵다.
모자 수첩
하나의 건강진단, 육아 테스트 시에 필요하다. 합격하면 마조하트로부터 도장을 받으면서 표지의 색이 변화한다.
크루린 콜
다이얼식의 휴대 전화. 마법 열매를 사용한다.
마법 허브
마녀의 아기를 양육할 때에 필요하다. 영양제나 약으로서 이용된다.
파트레인 드레스
하나를 지키기 위해서 로열파트렌느가 된 도레미들에게 새롭게 주어진 옷으로, 나쁜 마법을 뒤집는 힘이 있다. 꽃잎을 모티브로 한 디자인으로 견습옷(#)보다 한층 더 흰색 배색이 많다.
리스 호른
로열 시드를 사용한다.통상 주문보다 짧은 주문으로 매지컬 스테이지급 마법을 발동한다. 마법의 내용을 머릿속에서 생각만 해도 좋고, 주문도 "최초의 1절 + 파트레인"로 짧게 끝난다. 다만 마법의 위력이 매우 강해서 마법사들로부터 하나를 지키는 경우에만 사용할 수 있다.
로열 시드 마법의 열매 나무에서 10년에 한 개 나오면 괜찮은 편이라고 말해지는 특별한 열매. 지극히 높은 마력을 가져서 귀중한 것이다.
파트레인콜
로열 파트레인 전용의 휴대 전화. 전원이 모이지 않아도 매지컬 스테이지를 할 수 있고 마법을 파견하거나 요정을 파트레인노트북에 보낼 수 있다.
파트레인 노트북
하나의 현재 위치를 표시하거나 요정이나 마법사를 수중에 넣을 수 있다.

## 좀~더! 엉터리마녀 도레미 아이템
비밀에서도 같은 아이템을 사용한다.
파랄라 탭
타 시리즈의 탭과 달리 왼손에 시계처럼 묶어 쓰며, 탭, 반지가 세트로 되어있다. 반지는 중지에 끼며 처음 손장단을 두 박 치는 것으로 파라파라풍의 멜로디에 맞춰 갈아 입는다.
견습 옷 (좀~더!)
퍼프 슬리브가 붙어있는 볼레로풍 디자인. 뒤집으면 파티시에 옷이 된다. 견습옷에는 외국어의 동시 번역 기능이 붙어 있다.
스위트 호른
마법 파우더를 사용한다. 쥐는 부분에 파라솔을 흉내낸 휘어진 상태로 되어있으며 호른에 마법 파우더를 보충하려면 여왕에게 전하지 않으면 안된다.
파티시에 옷
견습 옷과 리버시블이 된, 과자 만들기 전용의 옷.
파티시에 인컴
파티시에 옷으로 갈아 입었을 때에 견습 옷의 모자 대신에 장착된다. 동시 통역 기능이 붙어 있는 것외에 레시피 일기에 요정을 보내는 기능도 있다.
파티시에 호른
과자를 만들 때 마무리에 소원을 외우며 마법 파우더를 뿌린다. 이것에 의해 과자는 마법 아이템 취급이 된다.
마법 파우더
분말상의 마력 매체. 지극히 고가의 물건으로 수도 적다. 마법 도매상에서 구입하는 것이 가능. 만든 과자에 뿌리거나 스위트 호른을 사용할 때에 이용한다.
레시피 일기
선전대 여왕의 전속 요리사인 마조록산느가 마법 문자로 각종 조리법을 적은 책. 레시피 일기가 있기 전에는 도레미들은 통판 레시피집을 이용하고 있었다. 내부가 도서관 같이 되어 있거나 운세나 일기, 전언 판등의 기능도 있고 요정들을 안에 보내는 일도 가능하다.

## 엉터리마녀 도레미 콰~쾅! 아이템
코롱 탭
다른 탭과 달리 하트형의 아트마이저타입으로 향수를 뿌리듯이 갈아 입는다.
견습 옷 (콰~쾅!)
지금까지의 견습 옷과는 달리 직각을 이용한 디자인.
주얼리 호른
신형 마법구슬에 마법 구슬의 힘을 충전하는 일로 마법을 사용할 수 있게 된다. 덧붙여 마력의 충전은 마조트론이 있는 마법 연구소에서만 가능하다.
컴팩트
하나가 탭 대신에 사용하며 도레미들이 마법 에너지를 보내 줘야 한다. 에너지가 없는 상태에서는 마법을 사용할 수 없으며 안에는 여왕의 마법구슬로 만들어진 여섯 사람의 마법구슬 박혀있다.
견습옷 (하나)
백색을 기조로 프릴을 다용한 디자인. 갈아 입는 방법은 제1기와 같다.
매지컬 리스트
하나가 호른 대신에 사용하는 리스트. 본래는 주문 없이 마법을 사용할 수 있지만, 하나는 일부러 스스로 생각한 안무와 주문을 주창한다. 에너지가 있는 상태라해도 리스트가 두 개 다 없으면 마법을 발동할 수 없다.
아코디언
코끼리 파오가 몸에 걸치고 있었다. 아코디언이라고 하지만 건반식이 아닌 콘서티나. 하나가 초견이면서 이것을 연주를 해내, 파오가 반주에 맞추어 춤추는 일로 선전대 여왕의 슬픔에 취해 홀린 사람이나 마녀등에게 슬픔을 쫓아 낼 수 있다.